# Colofonia
La colofonia es una resina natural de color ámbar obtenida de las coníferas por exudación de los árboles en crecimiento o durante la extracción de los tocones. Es la fracción no arrastrable por vapor de la oleorresina y está constituida de una mezcla de ácidos resínicos, mayoritariamente el ácido abiético. Ha sido el tradicional agente de encolado en masa del papel, utilizado desde principios del siglo XIX, para impartir resistencia a la penetración por los fluidos. Su precipitación/unión sobre las fibras celulósicas se realiza mediante el catión aluminio, cuya hidrólisis en medio acuoso implica condiciones  ácidas de fabricación de papel que son incompatibles con la producción de papeles permanentes.
Otros usos actuales son la adición de colofonia modificada al caucho de los neumáticos para conferirles mayor plasticidad, el chicle es fundamentalmente colofonia, las lacas de calidad llevan una parte importante de colofonia, las colas termoestables también la incorporan, y es una de las sustancias que se emplean para que el arco se agarre bien a las cuerdas de los instrumentos musicales. La colofonia es un aislante de alta calidad que se incorpora a numerosos circuitos eléctricos. También es un ingrediente importante en el barniz usado en técnicas de grabado como el aguafuerte para proteger de la corrosión ácida las partes no rascadas de la lámina metálica al hacer el grabado. El ámbar del Báltico es colofonia fósil.

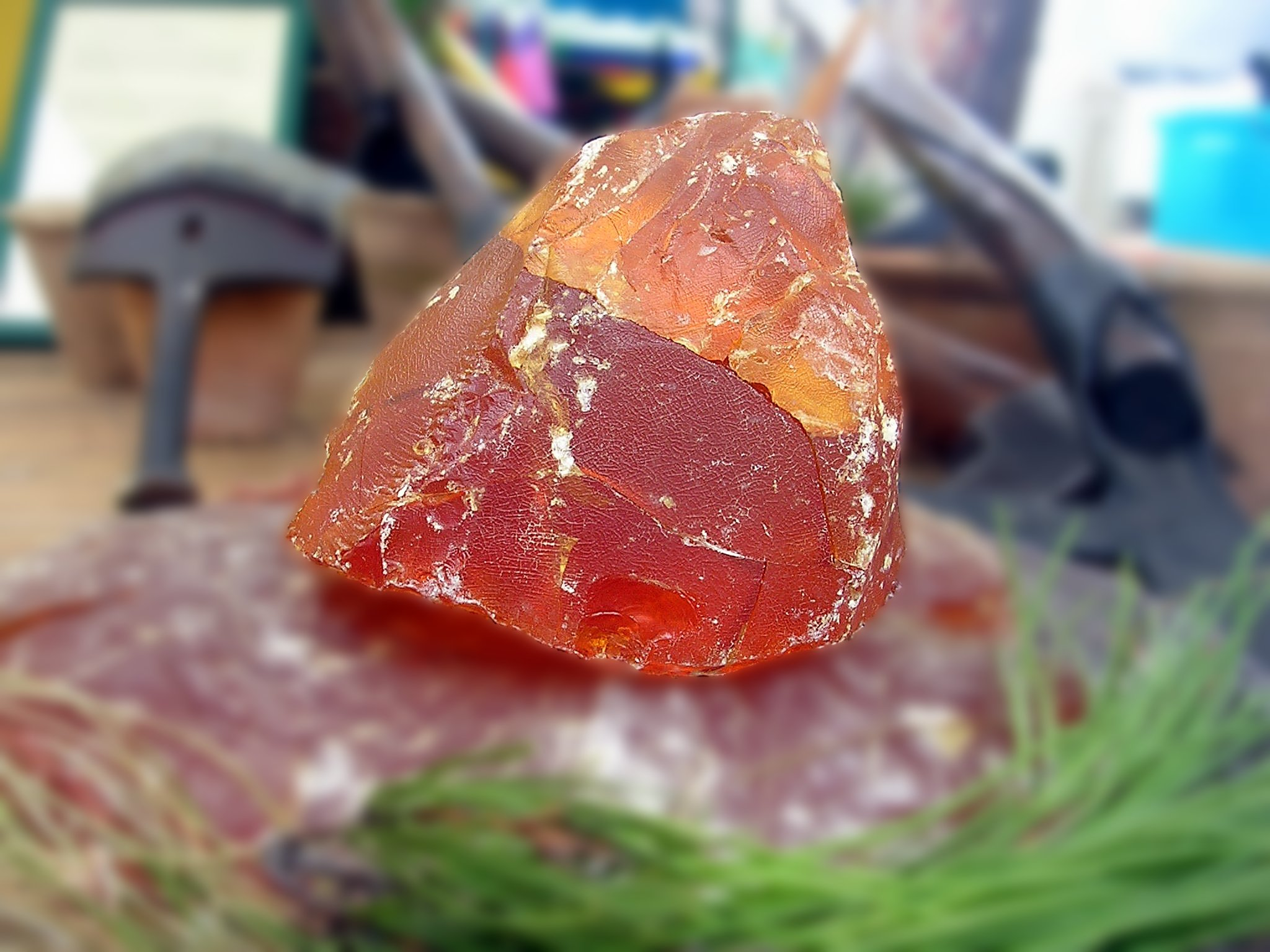
Colofonia exudada de un pino marítimo

Resina sólida, parda o amarillenta, residuo de la destilación de la trementina. Se emplea en farmacia, en la fabricación de barnices, para dar adherencia al arco de algunos instrumentos de cuerda y dar adherencia en el uso de riscados en la pandereta o pandero cuequero. También es el componente fundamental de la resina usada en soldadura de estaño en electrónica.
También se utiliza en escalada, viene en polvo con o sin mezclar con magnesio para impregnarse las manos y hacerlas más adherentes a la roca. También es usada como cola para encuadernar libros.
Igualmente, los ballets o grupos de danza la utilizan cuando ciertos foros o alguna sede de presentación es resbaladiza. Los bailarines pisan esta resina antes de entrar al escenario para evitar caídas. Además resulta componente fundamental para la elaboración de jabones mediante la saponificación de las grasas, pues de otra manera el jabón se enranciaría en plazo medio-corto.
Su uso es fundamental (junto con cera de abejas) para dar elasticidad a las ceras depilatorias.
Se emplea, asimismo, junto con clorato de potasio y lactosa, para la obtención de la fumata blanca, el humo blanco que anuncia al mundo que la Iglesia católica tiene nuevo papa.